# Drepanosticta acuta
Drepanosticta acuta är en trollsländeart som beskrevs av Van Tol 2005. Drepanosticta acuta ingår i släktet Drepanosticta och familjen Platystictidae. Inga underarter finns listade i Catalogue of Life.